# Chironia albiflora
Chironia albiflora är en gentianaväxtart som beskrevs av O.M. Hilliard. Chironia albiflora ingår i släktet Chironia och familjen gentianaväxter. Inga underarter finns listade i Catalogue of Life.